# Ibrahimpur (Punjab)
Ibrahimpur (em panjabi: ਇਬ੍ਰਾਹੀਮਪੁਰ) é uma aldeia localizada no distrito de Shaheed Bhagat Singh Nagar, no estado de Punjab, na Índia. Está localizado a 7,8 (4,8 mi) quilômetros de Rahon, 15 (9,3 mi) quilômetros da cidade de Nawanshahr, 16Z quilômetros (9,9 mi) do distrito Shaheed Bhagat Singh Nagas e 97 quilômetros (60 mi) da capital do estado, Chandigarh. A aldeia, assim como as demais indianas, é governada por um sarpanch, eleito democraticamente pela maioria da população residente no assentamento.

## Demografia
Segundo o relatório publicado pelo Censo da Índia de 2011, a aldeia Ibrahimpur é composta por um total de 22 casas e a população total é de 115 habitantes, dos quais 62 são do sexo masculino e 53, do sexo feminino. O nível de alfabetização da aldeia é 60.78% maior que a média do estado, a qual é de 75.84%.
Conforme constatação do Censo, 40 pessoas exercem seu trabalho fora da aldeia; dessas, 38 são homens e 2 são mulheres. O levantamento do governo também consta que 97.50% dos trabalhadores ocupam um serviço como trabalho formal e único, enquanto os outros 2.50% estão envolvidos em atividades marginais, trabalhando como meio de subsistência em diferentes lugares em menos de seis meses.

## Educação
Na aldeia, não há nenhuma escola, e os estudantes precisam ir a outras aldeias para estudar; muitas dessas aldeias estão distantes por dez quilômetros. Nas proximidades, destaca-se a Lovely Professional University a 60 quilômetros. Outras instituições de ensino também representam papel importante na região: Baba Karam Singh Public, Haila, K.C. Public e U.K. Model High School.

## Transporte
A estação de trem mais próxima de Ibrahimpur é Banga; no entanto, a estação principal, Garhshankar, está a 4 quilômetros (2,5 mi) de distância. O aeroporto mais perto é Sahnewal, localizado a 55 quilômetros, e o aeroporto internacional mais próximo é o Sri Guru Ram Dass Jee, a 158 quilômetros.